# USS McAnn (DE-179)
USS McAnn (DE-179) là một tàu hộ tống khu trục lớp Cannon từng phục vụ cùng Hải quân Hoa Kỳ trong Chiến tranh Thế giới thứ hai. Nó là chiếc tàu chiến duy nhất của Hải quân Hoa Kỳ được đặt cái tên này, theo tên hạ sĩ quan Donald Roy McAnn (1911-1942), người từng phục vụ trên tàu sân bay Enterprise (CV-6), đã tử trận trong trận chiến quần đảo Santa Cruz vào ngày 26 tháng 10, 1942 và được truy tặng Huân chương Chữ thập Hải quân. Nó đã phục vụ trong chiến tranh cho đến tháng 8 năm 1944, khi được chuyển giao cho Hải quân Brazil và tiếp tục phục vụ như là chiếc Comandante Bauru (D-18) cho đến năm 1982. Con tàu hiện được giữ lại như một tàu bảo tàng.

## Thiết kế và chế tạo
Lớp Cannon có thiết kế hầu như tương tự với lớp Buckley dẫn trước; khác biệt chủ yếu là ở hệ thống động lực Kiểu DET (diesel electric tandem). Các động cơ diesel đặt nối tiếp nhau dẫn động máy phát điện để cung cấp điện năng quay trục chân vịt cho con tàu. Động cơ diesel có ưu thế về hiệu suất sử dụng nhiên liệu, giúp cho lớp Cannon cải thiện được tầm xa hoạt động, nhưng đánh đổi lấy tốc độ chậm hơn.
Vũ khí trang bị bao gồm ba pháo 3 in (76 mm)/50 cal trên tháp pháo nòng đơn có thể đối hạm hoặc phòng không, một khẩu đội pháo phòng không Bofors 40 mm nòng đôi và tám pháo phòng không Oerlikon 20 mm. Vũ khí chống ngầm bao gồm một dàn súng cối chống tàu ngầm Hedgehog Mk. 10 (có 24 nòng và mang theo 144 quả đạn); hai đường ray Mk. 9 và tám máy phóng K3 Mk. 6 để thả mìn sâu. Con tàu vẫn giữ lại ba ống phóng ngư lôi Mark 15 21 inch (533 mm). Thủy thủ đoàn đầy đủ bao gồm 15 sĩ quan và 201 thủy thủ.
McAnn được đặt lườn tại xưởng tàu của hãng Federal Shipbuilding and Drydock Company ở Newark, New Jersey vào ngày 17 tháng 5, 1943. Nó được hạ thủy vào ngày 5 tháng 9, 1943, được đỡ đầu bởi bà Ethel Marie McAnn, và nhập biên chế cùng Hải quân Hoa Kỳ tại Xưởng hải quân Brooklyn vào ngày 11 tháng 10, 1943 dưới quyền chỉ huy của Hạm trưởng, Trung tá Hải quân Charles Frederick Hooper.

## Lịch sử hoạt động

### USSMcAnn
Sau khi hoàn tất việc chạy thử máy huấn luyện tại khu vực Bermuda, McAnn hoạt động dọc theo vùng bờ Đông tại khu vực trải rộng từ Newport, Rhode Island đến Charleston, South Carolina cho đến ngày 19 tháng 12, 1943, khi nó khởi hành từ Norfolk, Virginia để hộ tống một đoàn tàu vận tải đi sang khu vực kênh đào Panama. Đi đến Căn cứ Hải quân Coco Solo tại Cativá, Panama vào ngày 26 tháng 12, nó lại lên đường vào ngày 31 tháng 12 để quay trở lại Key West, Florida, và sau khi đến nơi vào ngày 3 tháng 1, 1944, nó trải qua nhiều tuần lễ tiếp theo phục vụ cùng Trường Sonar Hạm đội nhằm huấn luyện chiến thuật chống tàu ngầm.
Được phân về Đội hộ tống 24, McAnn lên đường vào ngày 29 tháng 2 để hướng sang vùng biển Caribe, rồi gia nhập cùng Đoàn tàu TJ-25 tại Trinidad vào ngày 5 tháng 3 để hộ tống chúng đi đến Recife, Brazil. Trên đường đi vào ngày 15 tháng 3, nó đã cứu vớt toàn bộ 10 thành viên đội bay một máy bay ném bom B-17 Flying Fortress bị rơi tại khu vực bờ biển Brazil một ngày trước đó, rồi đi đến Recife an toàn vào ngày 16 tháng 3.
Từ ngày 2 đến ngày 12 tháng 4, McAnn hộ tống cho Đoàn tàu JT-27 quay trở lại Trinidad, rồi trong ba tháng tiếp theo đã hoàn tất thêm ba chuyến đi hộ tống vận tải giữa vùng biển Caribe và Brazil. Hoàn tất nhiệm vụ vào ngày 12 tháng 7, nó đi đến Recife bốn ngày sau đó để gia nhập cùng tàu tuần dương hạng nhẹ Memphis (CL-13), và cùng tuần tra chống tàu ngầm U-boat Đức tại khu vực Nam Đại Tây Dương. Nó quay trở về Recife vào ngày 30 tháng 7, bắt đầu huấn luyện thủy thủ đoàn người Brasil nhằm chuẩn bị cho việc chuyển giao con tàu cho chính phủ Brazil trong khuôn khổ Chương trình Cho thuê-Cho mượn (Lend-Lease).

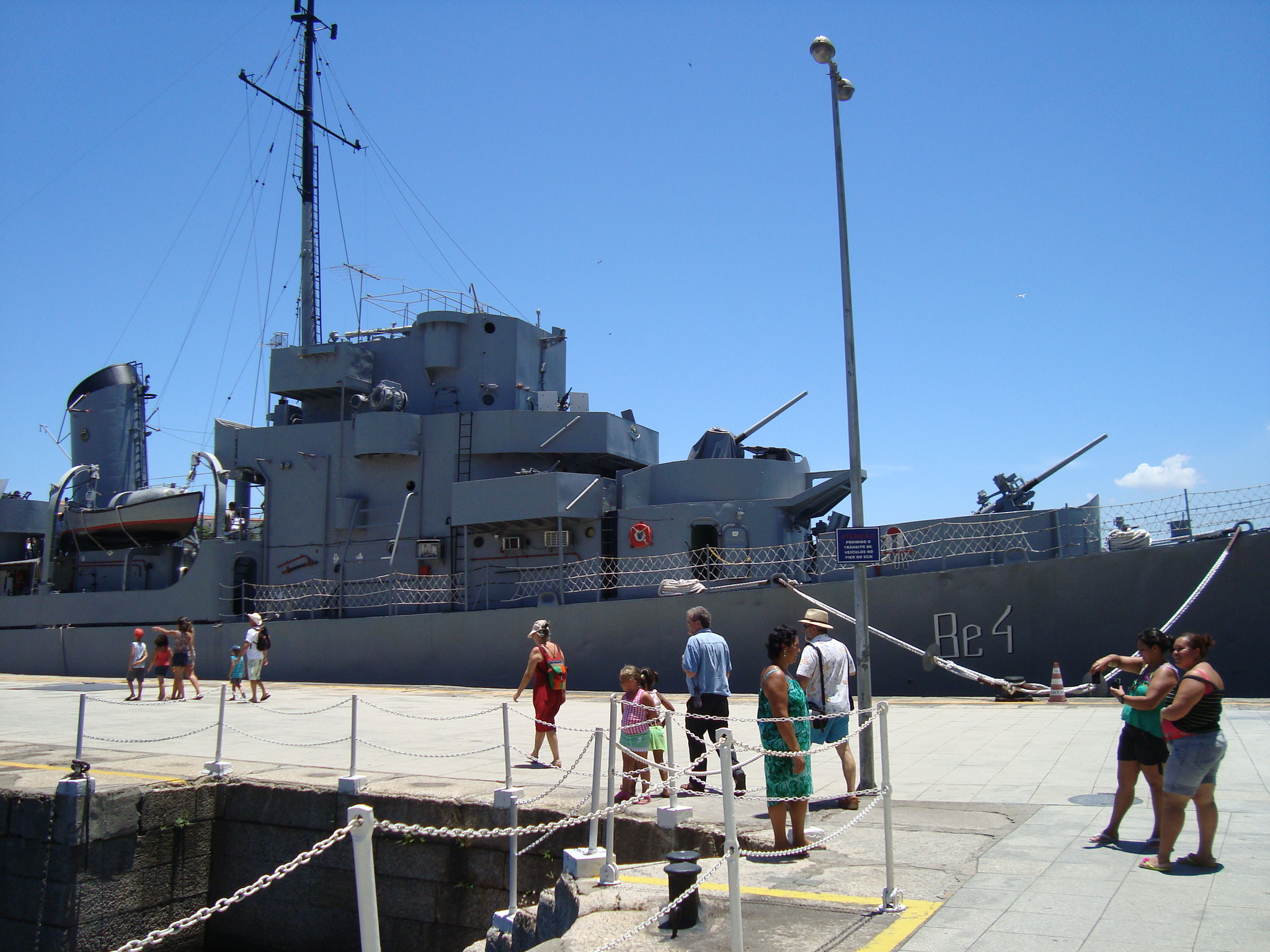
Comandante Bauru như một tàu bảo tàng tại Rio de Janeiro.

### Comandante Bauru(D-18)
McAnn được bảo trì trước khi đi đến Natal, Brazil vào ngày 10 tháng 8. Con tàu chính thức rút biên chế khỏi Hải quân Hoa Kỳ vào ngày 15 tháng 8, 1944 và nhập biên chế cùng Hải quân Brazil vào ngày hôm sau như là chiếc Comandante Bauru (D-18). Nó được hoàn trả trên danh nghĩa cho Hoa Kỳ vào ngày 30 tháng 6, 1953, nhưng được Hoa Kỳ chuyển quyền sở hữu cho Brazil trong khuôn khổ Chương trình Viện trợ Quân sự và rút tên khỏi danh sách Đăng bạ Hải quân vào ngày 20 tháng 7, 1953. Nó tiếp tục phục vụ cùng Hải quân Brazil cho đến khi xuất biên chế vào năm 1982. Con tàu hiện được bảo tồn như một tàu bảo tàng tại Rio de Janeiro.

## Phần thưởng
Nguồn: Navsource Naval History
|  |  |

| Huân chương Chiến dịch Hoa Kỳ | Huân chương Chiến thắng Thế Chiến II |